# Edåsa landskommun
Edåsa landskommun var en tidigare kommun i dåvarande Skaraborgs län.

## Administrativ historik
Kommunen inrättades i Edåsa socken i Gudhems härad i Västergötland när 1862 års kommunalförordningar trädde i kraft.  
Vid kommunreformen 1952 uppgick landskommunen i Värsås landskommun som upplöstes 1971 då denna del uppgick i Skövde kommun.